# Isla Lagartija
Isla Lagartija är en ö i Chile.   Den ligger i regionen Región de Los Lagos, i den södra delen av landet, 1 000 km söder om huvudstaden Santiago de Chile.
Terrängen på Isla Lagartija är mycket platt. Öns högsta punkt är 10 meter över havet.